# Parafia Przemienienia Pańskiego w Makowie Podhalańskim
Parafia Przemienienia Pańskiego w Makowie Podhalańskim – parafia należąca do dekanatu Maków Podhalański archidiecezji krakowskiej. Została utworzona w 1528. Kościół parafialny wybudowany w 1701 (prezbiterium) i 1828 (nawa).
W latach 1962–1989 proboszczem był tu Franciszek Dźwigoński. Jego następcą był ks. Antoni Dużyk (lata 1986–2007). Obecnie urząd ten sprawuje ks. Tadeusz Różałowski RM. 

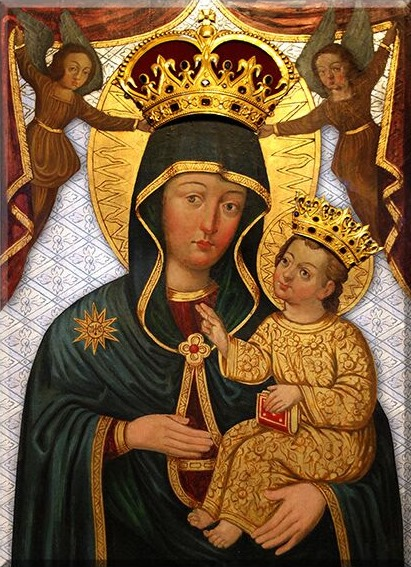
Obraz Matki Bożej Makowskiej

W ołtarzu głównym kościoła parafialnego znajduje się obraz Matki Boskiej Makowskiej pochodzący z końca XVI wieku. Słynie on z licznych łask.